# Atletica leggera alla XXIX Universiade - Staffetta 4×400 metri femminile
La staffetta 4×400 metri femminile alla XXIX Universiade si è svolta dal 27 al 28 agosto 2017.

## Podio
| Oro     | Polonia Małgorzata Hołub Iga Baumgart Patrycja Wyciszkiewicz Justyna Święty Aleksandra Gaworska* Martyna Dąbrowska* |
| Argento | Messico Dania Aguillón Natali Brito Leticia Cook Paola Morán                                                        |
| Bronzo  | Romania Anamaria Nesteriuc Sanda Belgyan Camelia Florina Gal Bianca Răzor                                           |

## Risultati

### 1º turno
Passano in finale le prime tre squadre di ogni batteria (Q) e le due squadre con i migliori tempi tra le escluse (q).
| Posizione | Batteria | Nazione    | Atleti                                                                         | Tempo   | Note |
| --------- | -------- | ---------- | ------------------------------------------------------------------------------ | ------- | ---- |
| 1         | 2        | Ucraina    | Olena Kolesnychenko, Anastasiia Bryzgina, Olha Bibik, Tetiana Melnyk           | 3:31.76 | Q    |
| 2         | 2        | Polonia    | Aleksandra Gaworska, Martyna Dąbrowska, Patrycja Wyciszkiewicz, Justyna Święty | 3:32.62 | Q    |
| 3         | 2        | Canada     | Kelsey Balkwill, Jenna Westaway, Aiyanna Stiverne, Micha Powell                | 3:34.80 | Q,   |
| 4         | 1        | Messico    | Dania Aguillón, Natali Brito, Leticia Cook, Paola Morán                        | 3:38.16 | Q,   |
| 5         | 1        | Romania    | Camelia Florina Gal, Sanda Belgyan, Anamaria Nesteriuc, Bianca Răzor           | 3:38.78 | Q    |
| 6         | 2        | Australia  | Gabriella O'Grady, Alexandra Bartholomew, Jessie Stafford, Alicia Keir         | 3:39.67 | q    |
| 7         | 1        | Uganda     | Leni Shida, Docus Ajok, Agnes Amuron, Scovia Ayikoru                           | 3:45.73 | Q    |
| 8         | 1        | Thailandia | Pornpan Hoemhuk, Atchima Eng-Chuan, Thanphimon Kaeodi, Supanich Poolkerd       | 3:50.55 | q    |
| 9         | 1        | Slovenia   | Tamara Zupanič, Aneja Kodrič, Eva Kavka, Anja Plaznik                          | 3:55.54 |      |

### Finale
| Posizione | Nazione    | Atleti                                                                   | Tempo   | Note                                     |
| --------- | ---------- | ------------------------------------------------------------------------ | ------- | ---------------------------------------- |
|           | Polonia    | Małgorzata Hołub, Iga Baumgart, Patrycja Wyciszkiewicz, Justyna Święty   | 3'26"75 |                                          |
|           | Messico    | Dania Aguillón, Natali Brito, Leticia Cook, Paola Morán                  | 3'33"98 | Miglior prestazione personale stagionale |
|           | Romania    | Anamaria Nesteriuc, Sanda Belgyan, Camelia Florina Gal, Bianca Răzor     | 3'34"16 |                                          |
| 4         | Canada     | Kelsey Balkwill, Jenna Westaway, Aiyanna Stiverne, Micha Powell          | 3'36"44 |                                          |
| 5         | Australia  | Gabriella O'Grady, Jessie Stafford, Alexandra Bartholomew, Alicia Keir   | 3'41"08 |                                          |
| 6         | Uganda     | Scovia Ayikoru, Leni Shida, Agnes Amuron, Docus Ajok                     | 3'43"38 |                                          |
| 7         | Thailandia | Pornpan Hoemhuk, Atchima Eng-Chuan, Thanphimon Kaeodi, Supanich Poolkerd | 3'43"53 |                                          |
|           | Ucraina    | Kateryna Klymiuk, Olha Bibik, Anastasiia Bryzgina, Tetiana Melnyk        | DQ      | R170.11                                  |